# Odontocarya mallosperma
Odontocarya mallosperma är en tvåhjärtbladig växtart som beskrevs av Rupert Charles Barneby. Odontocarya mallosperma ingår i släktet Odontocarya och familjen Menispermaceae. Inga underarter finns listade i Catalogue of Life.